# Roger Griffin
Roger D. Griffin (1948. január 31. –) az Oxford Brookes University (Anglia) egyetem szellemtörténeti fakultásán a jelenkori történelem professzora. Jelenkorunk világszerte legelismertebb fasizmus-kutatóinak egyike.
Alapvető monográfiájában The Nature of Fascism (A fasizmus természetrajza, 1991) létrehoz egy generikus fasizmus-fogalmat és bemutatja a fasizmus keletkezésének és felemelkedésének értelmező interpretációját.

## Griffin fasizmus-definíciója
Griffin 1991-ben a fasizmust szélsőséges nacionalista és a palingenézisre (újjászületésre) irányuló ideológiaként határozta meg: „Fascism is a political ideology whose mythic core in its various permutations is a palingenetic form of populist ultra-nationalism. (A fasizmus politikai ideológia, melynek sok változatban létező mitikus magva a populista szélsőséges nacionalizmusnak egy palingenétikus formája.)“ Richard Thurlow véleménye szerint ezzel a definícióval a fasizmus kutatásában egy „új konszenzusról“ (new consensus) beszélhetünk.
Griffin fasizmus-fogalma a fasiszta ideológiák magvára irányul, egyes fasizmusok perifériális ismertető jeleit tudatosan kizárja és egy ideáltípust ábrázol. A fasizmus „utópikus motorja“ Griffin szerint: a „dekadencia (vélhető) problémájának“ megoldása „a nemzet radikális megújítása“, ill. egy nemzeti forradalom útján. Itt a nemzetet úgy kell értenünk, mint „organikus egészt“, mint legmagasabb elvet. A nemzet mindent átfogó „újjászületése“ képezi a fasizmus jövőképének „mitikus magvát“ ezen azt az alapgondolatot kell értenünk, mely minden ideológiának sajátja és mely az ideológia híveit tettekre serkenti).
Griffin fasizmus-elméletének különlegessége – mely közel áll Juan Linz, Eugen Weber, de még inkább George L. Mosse, Emilio Gentile, Stanley Payne valamint Roger Eatwell munkáihoz – abban a kezdeményezésben áll, mely „a nemzeti újjászületés mítoszát célzatosan a konstruált fasizmus-meghatározás centrumába“ (Griffin) helyezi. Lásd még ehhez az online bevezetőt Griffin szemben a fasizmusnak olyan definícióival, mint antiliberális, antikommunista, antikonzervatív stb. – mint Juan Linznél és Stanley Payne-nél – a fasizmus fogalmát itt tartalmilag, azaz pozitív módon határozza meg. Ez az új a definíciójában.
Griffin meghatározása középpontjában az ideológiai mag áll és nem a konkrét történelmi megjelenési formák, szervezetei létrehozása, politikai és szociális gyakorlata, meg más megnyilvánulásai (vezérkultusz, paramilitarizmus, a látványosságok politikája stb.), így a fasizmust ugyanúgy kezeli mint minden más ideológiát (liberalizmus, szocializmus, konzervativizmus). Ezzel belátható lesz: egy politikai jelenséget akkor is fasisztaként szemlélhetünk, ha ez még csupán embrionális állapotban létezik egy ideológus fejében és még nem nyert kifejezést politikai párt formájában, nem is beszélve a tömegmozgalom formájáról.
Griffin megragadja definíciójában a fasizmus önmeghatározását, áttekinti a fasizmus mentalitását és kulturális aspektusait és itt kiemeli a fasizmus meghatározó jegyeit:
Három elemnek van itt központi szerepe: a radikális nacionalizmusnak, a népszerűségnek és a pszeudo-vallásos szentség-kultusz. Elsődlegesen a fasizsta mentalitásra összpontosít, komolyan veszi a fasiszták saját értelmezéseit és szemlélete középpontjába állítja a kulturális elemeket. E fasizmus-meghatározásban másodlagos szerepet kapnak az intézményi struktúrák, a szervezeti felépítés, a társadalmi bázis és a fasizmus szociális-közgazdasági funkciói.
 Griffin „tömör” definíciójával – mely szerinte még nem állta ki a „gyakorlat próbáit” – különböző fasizmuskutatók követelményeinek kíván eleget tenni az oxfordi történész:
Valójábann Griffin átvette Ernst Nolte-tól a fasiszta minimum megfogalmazását, eljárásában Stanley Payne definíciójára támaszkodik, a fasizmusra tipikus új ember mítoszára
Emilio Gentile már 1975-ben kiemelte a palingenézissel való kapcsolatot.

## Griffin fasizmus-definíciójának kritikája
Sven Reichardt így foglalja össze ennek a konvergencia ellenére kevéssé „teherbírónak“ bizonyuló fogalomnak a kritikáját (melyet elsősorban német és marxista kutatók fogalmaznak meg):
A különféle kutatási hagyományokba való beágyazódása ellenére néhány súlyos kétség ébredt Griffin meghatározásának teherbírására vonatkozóan. A csak körvonalasan meghatározott „nemzeti újjászületés“ a fasizmust a politikai vallás egy formájára redukálja, miközben magyarázatot kívánó marad, miért nem kívánta a fasizmus –  az igénye ellenére sem – helyettesíteni az egyházat, hanem többnyire szorosan együttműködött azzal. Másrészt a kísérlet - mely a fasizmust mint palangenézises és populista, radikális nacionalizmusként kívánja meghatározni – túl kevéssé specifikus és nélkülözi a fasizmus többnyire rasszista, kizáró tulajdonságát. Az erőszak és a kényszer azonban hozzátartoznának a fasizmus központi meghatározó tulajdonságaihoz. Griffinnek az elsődlegesen ideológia-történeti megközelítése végül is keveset ölel fel és fontos jellemzőket, mint a tömegek felvonultatását, a karizmatikus vezért, a korporativizmust, vagy a gazdasági hajtóerőket kizárja.

## Publikációk
- The Nature of Fascism. London: Pinter, 1991; paperback edition: London: Routledge, 1993
- Hg.: Fascism. New York: Oxford University Press, 1995
- Hg.: International Fascism: Theories, Causes, and the New Consensus. London: Arnold, 1998
- Hg. (Matthew Feldmannal közösen): Fascism. 5 Bde. London: Routledge, 2004
- Hg.: Fascism, Totalitarianism and Political Religion. London: Routledge, 2005
- Hg. (Werner Loh és Andreas Umland közösen): Fascism Past and Present, West and East. Stuttgart: ibidem-Verlag, 2006
- Fascism’s new faces (and new facelessness) in the „post-fascist“ period.[halott link] In: Erwägen – Wissen – Ethik, 15. Jg., Nr. 3, 2004, S. 287-300 (A Fascism Past and Present, West and East fő cikke)
- Modernism and Fascism: The Sense of a Beginning under Mussolini and Hitler. Basingstoke: Palgrave Macmillan, 2007
- A Fascist Century (Essays by Roger Griffin) (Matthew Feldman kiadásában). Basingstoke: Palgrave Macmillan, 2008, ISBN 0-230-20518-6

## További fontos kötetek
- Werner Loh und Wolfgang Wippermann, Hg.: „Faschismus“ – kontrovers. Stuttgart: Lucius & Lucius, 2002
- Cyprian Blamires, Hg.: World Fascism. A Historical Encyclopedia. 2 Bde. Santa Barbara: ABC-CLIO, 2006

## Adalékok német nyelven
- Roger Griffin: Faschismus in Europa. In: ZAG: Zeitschrift antirassistischer Gruppen, Nr. 16, 1995, S. 43-45
- Roger Griffin: Völkischer Nationalismus als Wegbereiter und Fortsetzer des Faschismus: Ein angelsächsischer Blick auf ein nicht nur deutsches Phänomen. In: Heiko Kauffmann, Helmut Kellershohn und Jobst Paul, Hg.: Völkische Bande. Dekadenz und Wiedergeburt – Analysen rechter Ideologie. Münster: Unrast, 2005. ISBN 3-89771-737-9
- Erwägen-Wissen-Ethik 15. Jg., Nr. 4, 2004

## Web linkek

### németül
- Roger Griffin: Der umstrittene Begriff des Faschismus (Interview). In: DISS-Journal, Nr. 13, 2004, S. 10-13 ;

### angolul
- Oxford Brookes University: Roger Griffin
- Roger Griffins Blog
- Roger Griffin – Publications (Számos angol cikk PDF formátumban)
- Roger Griffin: No Racism, thanks, we're British: A survey of organized and unorganized right-wing populism in contemporary Britain Archiválva 2011. szeptember 21-i dátummal a Wayback Machine-ben (Előadás vázlata, Graz 2001)
- Roger Eatwell: The nature of „generic fascism“: The „fascist minimum“ and the „fascist matrix“. In: Uwe Backes, Hg.: Rechtsextreme Ideologien in Geschichte und Gegenwart. Köln: Böhlau, 2002, S. 93-122 (német fordítás)